# Elefantordenen
Elefantordenen er den fornemste danske orden og stammer fra midten af det 15. århundrede; den nugældende statut er fra 1693 med mindre ændringer fra 1808 og 1958. Elefantordenen har én klasse. Ordensherren er Danmarks regent.

## Oprindelse
Ordenen blev stiftet af Christian I i form af Guds Moders Selskab. Der findes ikke bevarede dokumenter om dette; men angående bygningen af Hellig Tre Kongers Kapel i Roskilde Domkirke nævnes i 1462, at det indrettes til selskabet. Stiftelsen er formodentlig sket senest i 1457, hvor man ved, at Christian 1. tildelte ordenskæder i sine tre riger. Pave Sixtus 4. udstedte statutter for selskabet i 1474.
Selskabet var på dette tidspunkt begrænset til 50 mennesker af begge køn og havde som ordenstegn en kæde med en figur af jomfru Maria med barnet. Sønnen Kong Hans' gravsted fra 1513 i Sankt Knuds Kirke i Odense afbilder kongen med en kæde af elefanter, som man formoder er ordenskæden, idet hans søn Christian II fem år tidligere havde tildelt selskabets skriftefader Erik Valkendorf et våben med en tårnbærende elefant. Desuden kendes fra 1477 en afbildning af kæden fra et østrigsk gravmæle.
Også Christian II uddelte som konge ordenstegn, men Reformationen og hans afsættelse betød enden på det katolske broderskab, og først Frederik II genoptog ordensuddelingen. Fra 1580 ved man med sikkerhed, at det drejer sig om ordenstegn i form af en elefantformet guldmedaljon, der har erstattet helgenbilledet. Et eksemplar opbevares på Rosenborg.
Fra Christian IV's tid kendes afbildninger af ordenen båret i et blåt bånd om halsen, og i Frederik III's regeringstid fandt insignierne deres nuværende form med hvid elefant, blåt skærf og ordensstjerne (i begyndelsen broderet, senere af sølv).
I 1679 trådte Christian V's første statut i kraft, og den blev revideret i 1691 og atter den 1. december 1693 og er den nugældende statut. Her begrænsedes antallet af riddere til 30 værdige mænd (kongehuset ikke medregnet) af luthersk tro, som i forvejen skulle være riddere af Dannebrog (denne orden blev grundlagt 1671). Denne regel er dog blevet brudt mindst én gang; nemlig da Woldemar baron Løvendal i 1711 blev Elefantridder uden i forvejen at være Dannebrogsridder. I perioden mellem 1671 og 1693 blev adskillige personer udnævnt til Elefantriddere uden at være Dannebrogsriddere (eksempelvis hertug Ernst Günther 1675 og Cornelis Tromp 1676).
I Frederik VI's regeringstid, hvor begge danske ridderordener undergik en udvidelse i antallet af riddere og en opblomstring inden for ceremoniellet, bortfaldt dog i 1808 antalsbegrænsningen og religionskravet for elefantridderne.

## Insignier
- Ordenskæden er af guld og består af led, der skiftevis er udformet som tårne og elefanter, sidstnævnte forsynet med blåemaljerede dækkener med bogstavet D for Dacia, middelalderlatin for "Danmark" (også: Dania).

- Ordenstegnet er en 5 centimeter høj elefantfigur af massivt guld dækket med hvid emalje. På ryggen bærer den et vagttårn; foran dette sidder en morian og styrer elefanten med et spyd. På elefantens højre side er et latinsk kors af diamanter, og på venstre side ordensherrens monogram. Krigselefanten menes at symbolisere kristendommens forkæmpere,[kilde mangler] og elefanten er et gammelt symbol på kyskhed[6] og gudfrygtighed.[5]

- Ordensstjernen er en ottetakket sølvstjerne med en forgyldt og rødemaljeret skive i midten, hvorpå er anbragt et kors af perler omgivet af en laurbærkrans i sølv. Stjernen bæres på venstre side af brystet.

- Ordensskærfet er af lyseblå vatret (moireret) silke og 10 centimeter bredt hos mænd, 6 centimeter hos kvinder (heraf udtrykket "blå ridder", modsat Dannebrogordenens "hvide ridder"). Det bæres modsat næsten alle andre ordener fra venstre skulder mod højre hofte,[7] hvor ordenstegnet hænger. Skærfet bæres inden for civile og uden på militære jakker. Kæde og skærf bruges ikke samtidig, idet ordenstegnet hænger i enten kæden eller skærfet.

### Enevældens ordensdragt
Under enevælden fandtes en særlig ordensdragt for ridderne, bestående af hvid jakke med kniplingskrave, løse hvide knæbukser og hvide knæstrømper, alt med guldbroderede kanter og knapper; karmoisinrød kappe med hvide kanter, hvid skulderkappe med guldbroderi og lange guldsnore med kvaster; sort hat med røde og hvide strudsefjer samt sabel i hvidt gehæng. Brugen af dragten aftog dog igennem 1700-tallet, men genoplivedes i Frederik 6.s regeringstid, hvor også en daglig uniform, et bordeauxfarvet sæt med hvide knæstrømper, indførtes. Siden anvendtes dragterne kun ved kroninger og forsvandt sammen med disse ved enevældens afskaffelse.
- Zar Peter den Stores udnævnelse til elefantridder. Underskrevet af Kong Frederik 4. i 1713.
- Elefantordenens statutter, Peter den Stores kopi.

## Administration

### Ordensherre
Ordensherren for både Elefantordenen og Dannebrogordenen er Danmarks regent, i dag Frederik 10. Ordensherren bærer endnu i dag Christian 5.s ordenstegn.

### Ordenskapitel og ordensofficianter
De Kongelige Ridderordeners Kapitel, der er fælles for Elefant- og Dannebrogordenen, har til huse i Det Gule Palæ ved siden af Amalienborg. Her administreres tildelingen af ordener, og riddernes levnedsbeskrivelser (se nedenfor) opbevares i kapitlets arkiv.
Fem officianter arbejder sammen med ordensherren om administrationen af ordenerne:
- Ordenskansler: Prins Joachim
- Ordenssekretær: kabinetssekretær, kammerherre Henning Fode
- Ordensskatmester: fhv hofchef, kammerherre Per Thornit
- Ordenskapitlets sekretær: kontorchef Anne Berg Mansfeld-Giese
- Ordenshistoriograf: lektor Jes Fabricius Møller

## Formalia

### Ordenens devise
Elefantordenens devise er Magnanimi pretium, "Den storsindedes løn" (anderledes oversættelser kan skyldes, at magnanimus også kan oversættes med "uforfærdet", samt at ordet i princippet kan gå på både giveren og modtageren).

### Ordensdage
Elefantordenen har tre ordensdage, på hvilke ordenstegnet traditionelt må bæres i kæde. Kongehusets medlemmer anvender dog også kæde ved andre lejligheder.
- 1. januar: Riddernes ordensdag, falder sammen med Kongehusets nytårskur.
- 26. maj, regentens fødselsdag: Ordenens højtidsdag (fælles med Dannebrogordenen).
- 28. juni, Valdemar Sejrs fødselsdag: Ordenens højtidsdag (fælles med Dannebrogordenen).

Ud over regentens fødselsdag havde ordenen tidligere tre ordensdage: 3. juledag, 3. påskedag og 3. pinsedag. Sidstnævnte festligholdtes på Frederiksborg Slot, hvor ridderne bar ordensdragt.

### Ordenskapel
De to danske ridderordeners fælles kapel blev af Christian 5. oprettet i det øvre galleri i Frederiksborg Slotskirke, der blev enevoldskongernes salvingskirke. Kapellet var i begyndelsen forsynet med en tronstol samt skamler til hver ridder; dog vides det kun med sikkerhed at være brugt til en ordenshøjtidelighed med nyudnævnelser i 1694.
Da Frederik 6. i 1808 udvidede tildelingen af Dannebrogordenen og indførte den fælles ordensdag 28. juni, ombyggedes hele kirken til et udvidet ordenskapel af C.F. Hansen. Ceremonien i forbindelse med ordensudvidelsen blev dog flyttet til Rosenborg; og i 1833 førtes kirken tilbage til det tidligere udseende.
Våbenskjolde for alle elefantriddere og storkorsriddere af Dannebrogordenen ophænges stadig i kirken, idet den nye ridder i samarbejde med den kongelige våbenmaler blasonerer (udformer) sit skjold. Det omgives med afbildninger af ordenens skærf og kæde samt en latinsk tekst med ridderens eventuelle fyrstelige titel og datoen for optagelse i ordenen. Gennem tiden har det stigende antal riddere bevirket, at ældre våbener har måttet flyttes fra kapellet til tilstødende gange og trapper.

## Tildeling
Tildeling af kongelige ridderordener er ordensherrens afgørelse. I modsætning til Dannebrogordenen, der tildeles efter ret faste kriterier, eksisterer kun delvis en fast praksis for Elefantordenen. Historisk kan der dog peges på nogle tendenser i tildelingen:
- Som rigets højeste orden er det Elefantordenen, der bruges til udveksling mellem statsoverhoveder, der aflægger officielt besøg hos hinanden. Det er almindelig diplomatisk praksis, at staterne ved besøget anerkender hinanden ved at "bytte" ordener. Dette bruges dog kun, hvis begge stater har en civil orden, der kan udveksles. Amerikanske præsidenter har f.eks. ikke modtaget Elefantordenen, da USA ikke selv uddeler civile ordener.

- Ordenen har også været givet til udlændinge, der har ledet en ekstraordinær militær eller politisk indsats for Danmark. Dette er f.eks. baggrunden for tildelingen til de nederlandske flådeofficerer Jacob Obdam, Egbert Kortenaer og Cornelis Tromp (svenskekrigene), Wellington, von Blücher og Fyrst Metternich (napoleonskrigene) og Eisenhower, Montgomery og Churchill (2. verdenskrig).

- Som monarkens orden tildeles Elefantordenen medlemmer af Kongehuset; Det danske kongehus skelner i modsætning til visse andre monarkier ikke mellem civile ordener og husordener (dynastiske ordener, til husets egne medlemmer). Ved statsbesøg imellem monarkier kan ordenen også gives til den besøgende/besøgte monarks familiemedlemmer.

- Indenlandske ikke-kongelige modtagere har historisk set været personer, der ligesom kongehuset har haft statens tjeneste som livsgerning, under Enevælden således flere af kongens ministre. I nyere tid har ordenen været givet til personer, der har ydet en ekstraordinær indsats for staten, eller til forskere, der har gjort internationalt væsentlige videnskabelige landvindinger.

## Riddere
Det har tidligere været uklart, om ordenen ifølge Christian 5.s statutter kunne tildeles kvinder. Det blev fastslået ved kongelig forordning af 9/4 1958, at den kunne modtages af begge køn, men som det ses, har det siden 1892 været praksis, at kvinder inden for kongehuset samt kvindelige regenter lejlighedsvis kunne modtage insignierne af ordensherren uden dog at regnes blandt eller benævnes riddere.
I det 20. århundrede har fem borgerlige danskere modtaget ordenen. Det er general Johannes Zeuthen Schroll, sprogforskeren, prof. dr. phil. Vilhelm Thomsen, skibsreder (ØK) Hans Niels Andersen, fysikeren, prof. Niels Bohr og skibsreder (A.P.Møller) Arnold Mærsk Mc-Kinney Møller. Af udlændinge er der i 1900-tallet ud over statsoverhoveder tre borgerlige modtagere: Dwight D. Eisenhower, Bernard Law Montgomery og Winston Churchill.
Indehavere har ret til titlen Ridder af Elefantordenen (forkortet R. af E., f.eks. på brevpapir og lignende). Derudover bliver elefantriddere placeret i 1. rangklasse, nummer 1, ved det danske hof og dermed tillagt prædikat af (hans/hendes) Excellence, hvis de ikke i forvejen har et højere prædikat.
Ved udnævnelsen til ridder opfordres modtageren til at indsende et vita, dvs. en levnedsbeskrivelse til Ordenskapitlet, der i sit arkiv opbevarer alle levnedsbeskrivelser siden 1884 samt nogle få ældre. De fleste ældre beskrivelser gik tabt ved Christiansborgs brand i dette år.
Ved en ridders død skal ordensinsignierne returneres til ordensherren. Til dato har cirka 800 personer modtaget Elefantordenen.

## Nulevende riddere af Elefantordenen

### Indtil 1959
- 20. april 1947: Margrethe 2., Danmarks dronning, daværende prinsesse af Danmark.
- 20. april 1947: Benedikte, prinsesse til (dengang: af) Danmark
- 20. april 1947: Anne-Marie, tidligere hellenernes dronning, daværende prinsesse af Danmark
- 8. august 1953: Akihito, tidligere kejser af Japan, daværende kronprins
- 21. februar 1958: Harald 5., konge af Norge, daværende kronprins

### 1960-1979
- 6. september 1960: Sirikit, dronning af Thailand
- 17. februar 1961: Ingolf, greve af Rosenborg, daværende prins til Danmark
- 3. maj 1963: Farah, daværende kejserinde af Iran
- 11. september 1964: Irene, prinsesse af Grækenland
- 12. januar 1965: Carl 16. Gustaf, konge af Sverige, daværende kronprins
- 28. september 1965: Hitachi, prins til Japan
- 18. juni 1968: Albert 2., tidligere belgiernes konge, daværende prins
- 14. januar 1972: Frederik, Konge af Danmark, daværende kronprins af Danmark
- 14. januar 1972: Joachim, prins til Danmark
- 16. januar 1973: Christina Magnusson, prinsesse af Sverige
- 12. februar 1973: Sonja, dronning af Norge, daværende kronprinsesse
- 30. april 1974: Charles, konge af Det Forenede Kongerige, daværende prins af Wales
- 29. oktober 1975: Beatrix, tidligere dronning af Nederlandene, daværende og nuværende prinsesse

### 1980-1999
- 17. marts 1980: Juan Carlos 1., daværende konge af Spanien
- 17. marts 1980: Sofía, daværende dronning af Spanien
- 25. februar 1981: Vigdís Finnbogadóttir, Islands daværende præsident
- 25. juni 1984: António Ramalho Eanes, Portugals daværende præsident
- 3. september 1985: Silvia, dronning af Sverige
- 20. juli 1991: Haakon, kronprins til Norge
- 13. oktober 1992: Märtha Louise, prinsesse til Norge
- 5. juli 1993: Lech Wałęsa, Polens daværende præsident
- 16. maj 1995: Paola, daværende belgiernes dronning
- 14. juli 1995: Victoria, kronprinsesse til Sverige
- 17. november 1995: Alexandra, grevinde af Frederiksborg, daværende prinsesse af Danmark
- 18. november 1996: Ólafur Ragnar Grímsson, Islands daværende præsident
- 14. januar 1997: Pavlos, tidligere kronprins til Grækenland, prins af Danmark
- 18. marts 1997: Guntis Ulmanis, Letlands daværende præsident
- 31. januar 1998: Willem-Alexander, konge af Nederlandene, daværende kronprins til Nederlandene
- 27 april 1998: Noor, dronning af Jordan
- 2. juni 1998: Michiko, daværende kejserinde af Japan
- 3. maj 1999: Fernando Henrique Cardoso, Brasiliens daværende præsident

### 2000-2019
- 23. maj 2000: Emil Constantinescu, Rumæniens daværende præsident
- 17. oktober 2000: Petar Stojanov, Bulgariens daværende præsident
- 7. februar 2001: Vajiralongkorn, konge af Thailand, daværende kronprins
- 3. april 2001: Tarja Halonen, Finlands daværende præsident
- 10. oktober 2001: Milan Kučan, Sloveniens daværende præsident
- 28. maj 2002: Philippe, belgiernes konge, daværende kronprins
- 20. oktober 2003: Henri, storhertug af Luxembourg
- 20. oktober 2003: Maria Teresa, storhertuginde af Luxembourg
- 9. maj 2004: Mary, Dronning af Danmark, daværende kronprinsesse af Danmark
- 16. november 2004: Naruhito, kejser af Japan, daværende kronprins
- 29. marts 2006: Georgi Parvanov, Bulgariens daværende præsident
- 24. maj 2006: Karolos Papoulias, Grækenlands daværende præsident
- 12. september 2007: Luis Inácio da Silva, Brasiliens daværende præsident
- 18. februar 2008: Felipe de Jesús Calderón Hinojosa, Mexicos daværende præsident
- 24. maj 2008: Marie, prinsesse af Danmark
- 11. maj 2011: Lee Myung-bak, Sydkoreas daværende præsident
- 23. oktober 2012: Ivan Gašparovič, Slovakiets daværende præsident
- 5. april 2013: Sauli Niinistö, Finlands daværende præsident
- 17. maj 2014: Mette-Marit, kronprinsesse af Norge
- 21. oktober 2014: Ivo Josipović, Kroatiens daværende præsident
- 17. marts 2015: Máxima, dronning af Nederlandene
- 13. april 2016: Enrique Peña Nieto, Mexicos daværende præsident
- 24. januar 2017: Guðni Th. Jóhannesson, Islands daværende præsident
- 28. marts 2017: Mathilde, Belgiernes dronning
- 28. august 2018: Emmanuel Macron, Frankrigs præsident

### Siden 2020
- 10. november 2021: Frank-Walter Steinmeier, præsident for Forbundsrepublikken Tyskland
- 17. juni 2022: Ingrid Alexandra, prinsesse af Norge
- 15. oktober 2023: Christian, kronprins til Danmark, daværende prins til Danmark
- 6. november 2023: Felipe 6., konge af Spanien
- 6. november 2023: Letizia, dronning af Spanien
- 14. januar 2024: Isabella, prinsesse til Danmark
- 14. januar 2024: Vincent, prins til Danmark
- 14. januar 2024: Josephine, prinsesse til Danmark
- 6. maj 2024: Daniel, prins af Sverige
- 8. oktober 2024: Halla Tómasdóttir, Islands præsident
- 6. december 2024: Abdel Fattah al-Sisi, Egyptens præsident
- 4. marts 2025: Alexander Stubb, Finlands præsident

## Øvrige bemærkninger
Udenrigsminister Otto Ditlev Rosenørn-Lehn skulle have været udnævnt til Elefantridder ved kongeparrets guldbryllup 26. maj 1892, men han døde fem dage inden.

## Fratagelse af ordenen
Statutten giver ordensherren mulighed for at fratage modtageren riddertitlen og dermed tilbagekalde ordenen. Ganske få elefantriddere er til dato blevet frataget titlen inden deres død:
- Corfitz Ulfeldt modtog ordenen den 5. oktober 1634 da han var lensmand. Efter uoverensstemmelser med Frederik 3. gik han over på svenskernes side og kæmpede for dem i Første Karl Gustav-krig. Senere måtte han flygte tilbage til Danmark og blev sat i fængsel. I 1662 planlagde han at styrte kongen og for dette dømtes han for landsforræderi og blev frataget sine ordener.[13]

- Philip Meadows modtog ordenen i 1658. Han var engelsk diplomat og gesandt i København. Mægler ved Freden i Roskilde samt Freden i København. Han solgte ordenen i 1662 til Christoffer Parsberg og udgik dermed af ordenen.[13]

- Peder Schumacher Griffenfeld modtog 26. november 1673 ordenen af Christian 5. i forbindelse med sin udnævnelse til rigskansler. Efter dødsdommen for højforræderi efter Skånske krig (som senere blev ændret til livsvarigt fængsel) blev han 13. marts 1676 frataget ære, gods og titler, herunder Elefantordenen.[14]

- Vasili Lukitj Dolgorukov modtog ordenen 28. august 1713 som russisk gesandt i København. Efter Peter 2. af Ruslands død blev han anklaget for at have forfalsket kejserens testamente og frataget sin orden i 1730. Han blev henrettet i 1739.[13]

- Wilhelm Adolf Rantzau modtog ordenen 30. november 1716. Da han blev anklaget for mordet på sin bror, Christian Ditlev Rantzau, blev han udstødt af ordenen. Idømt livsvarigt fængsel på Akershus.[13]

- Christian August, hertug af Augustenborg, blev elefantridder 31. juli 1815, da han som svoger til Christian 8. var i nær familie med kongehuset. Efter at have tilsluttet sig det slesvig-holstenske oprør under Treårskrigen blev han ved den efterfølgende landsforvisning i 1850 frataget ordenen.[11]

- Frederik August, prins af Augustenborg, "prinsen af Nør", blev elefantridder 1. september 1828, da han som svoger til Christian 8. var i nær familie med kongehuset og desuden fungerede som statholder i hertugdømmerne. Efter at have tilsluttet sig det slesvig-holstenske oprør under Treårskrigen blev han ved den efterfølgende landsforvisning i 1850 frataget ordenen.[11]

- Henning Hamilton modtog sin orden 3. marts 1864 som Sveriges gesandt i København. Tilbageleverede sin orden efter anklager om forfalskning af underskrift i 1881.[13]

- Gojong af Korea modtog ordenen 31. august 1903 som kejser af Korea. Efter Russisk-japanske krig, hvorefter Korea ophørte som selvstændigt land, blev han slettet fra ordenen ifølge resolution af 18. juli 1906.[13]

- Nicolae Ceauşescu, Rumæniens daværende præsident, udvekslede i 1980 Rumæniens Stjernes Orden med Elefantordenen som led i standardproceduren ved statsbesøg. At Dronning Margrethe 2. ved regimets sammenbrud 23. december 1989 unilateralt lod ordenen tilbagekalde fra et fremmed statsoverhoved, er derimod exceptionelt i Elefantordenens historie. Ceauşescu blev henrettet 25. december samme år.

Da disse modtagere ikke døde som elefantriddere, er deres navne slettet fra Ordenskapitlets liste over riddernes tal. Dette overgik efter Danmarks skiften side under Napoleonskrigene også kejser Napoleon og brødrene Louis og Jérôme Bonaparte, der dog som et kompromis fik lov at beholde ordensinsignierne i deres levetid.

## Eksterne kilder og henvisninger
- Elefantordenen Arkiveret 30. december 2019 hos  Wayback Machine – skibden.dk
- Borger.dk Arkiveret 7. december 2013 hos  Wayback Machine
- Johann Heinrich Friedrich Berlien, Der Elephanten-Orden und seine Ritter..., København: Berlingske Forlag 1846 Arkiveret 29. juni 2014 hos  Wayback Machine – kronologisk liste over alle riddere før 1846 (på tysk)
- Christensen, Rolf: Danske ordensinsignier, Devantier, Næstved, 1988
- Tildeling af ordener – Kongehuset Arkiveret 24. september 2012 hos  Wayback Machine.dk
- Jørgen Lundø (red.): Europæiske ordener i farver, Politikens Forlag, 1966
- Kongelige ordener, udg. Det Nationalhistoriske Museum på Frederiksborg, Hillerød, 1980
- Olden-Jørgensen, Sebastian: Kun navnet er tilbage – en biografi om Peter Griffenfeld, København: Gads Forlag 1999
- Pedersen, Jørgen: Riddere af Elefantordenen 1559-2009, Syddansk Universitetsforlag 2009
- Salmonsens Konversationsleksikon, 2. udg., 1930 Arkiveret 19. februar 2005 hos  Wayback Machine
- Афонасенко И.М. Гербы российских кавалеров в гербовнике датского ордена Слона (Afonasenko, Igor. Coats of Arms of Russian Knights in the «Elefantordenens Våbenbog») Arkiveret 27. april 2019 hos  Wayback Machine / Геральдика - вспомогательная историческая дисциплина: Семинар ГЭ 24 апреля 2019 г. СПб., 2019. 34 стр. ISBN 978-5-93572-852-6
- Stevnsborg, Lars: Kongeriget Danmarks ordener, medaljer og hæderstegn, Syddansk Universitetsforlag 2005
- Studenz, Karl-Gustav: Vom Zauber alter Orden und Ehrenzeichen, Bibliothek Rombach, Freiburg in Breisgau 1981.